# 14e cérémonie des Hong Kong Film Awards
La 14e cérémonie des Hong Kong Film Awards a eu lieu le 23 avril 1995.

## Meilleur film
- Chungking Express de Wong Kar-wai
  - The Final Option de Gordon Chan
  - Les Cendres du temps de Wong Kar-wai
  - I Have a Date with Spring de Clifton Ko
  - He's a Woman, She's a Man de Peter Chan

## Meilleur réalisateur
- Wong Kar-wai pour Chungking Express
  - Tsui Hark pour The Lovers
  - Wong Kar-wai pour Les Cendres du temps
  - Peter Chan pour He's a Woman, She's a Man
  - Gordon Chan pour The Final Option

## Meilleur scénario
- Raymond To pour I Have a Date with Spring

## Meilleur acteur
- Tony Leung Chiu-wai pour Chungking Express
  - Eric Kot pour Oh! My Three Guys
  - Leslie Cheung pour He's a Woman, She's a Man
  - Stephen Chow pour Bons Baisers de Pékin
  - Chow Yun-fat pour Treasure Hunt
  - Jacky Cheung pour To Live and Die in Tsimshatsui

## Meilleure actrice
- Anita Yuen pour He's a Woman, She's a Man

## Meilleure photographie
- Christopher Doyle pour Les Cendres du temps

## Meilleur montage
- William Chang, Kwong Chi Leung et Kai Kit Wai pour Chungking Express

## Meilleure direction artistique
- William Chang pour Chungking Express

## Meilleurs costumes et maquillages
- William Chang pour Chungking Express